# Trinity (Computerspiel)
Trinity ist ein Computerspiel des US-amerikanischen Unternehmens Infocom aus dem Jahr 1986. Es gehört zum Genre der Textadventures.

## Handlung
Die Handlung mit Science-Fiction- und Fantasy-Elementen beginnt in London. Der Protagonist (der durch den Spieler gesteuert wird), ein amerikanischer Tourist, wird Zeuge des Beginns eines fiktiven dritten Weltkrieges, bei dem die Stadt durch einen Atombombenangriff zerstört wird. Er kann durch ein sogenanntes „Dimensionstor“ fliehen, das ihn per Zeitreise an andere Orte und zu anderen Zeiten sowie zu Ereignissen führt, die für die Geschichte der Atombombe wesentlich sind. Schließlich gelangt er zum Trinity-Test (der ersten Atombombenexplosion 1945 in New Mexico im Rahmen des Manhattan-Projekts), den er sabotieren muss.
Am Ende des Spiels erfährt der Protagonist, dass ohne sein Eingreifen die Explosion – anders als dies im realen Trinity-Test der Fall war – große Teile von New Mexico zerstört hätte. Durch seinen Eingriff erfolgt die Explosion ohne Zeitparadoxon dann aber so, wie historisch überliefert. In der Folgezeit kann die Kette von Ereignissen stattfinden, die in der fiktiven Spielwelt zur Geburt des Protagonisten und später zum Ausbruch des dritten Weltkrieges führt. Der Spieler wird schließlich in einer Zeitschleife wieder an den Spielanfang nach London versetzt.

## Spielprinzip und Technik
Trinity ist ein Textadventure, das heißt, Umgebung und Geschehnisse werden als Bildschirmtext ausgegeben und die Visualisierung obliegt zum größten Teil der Fantasie des Spielers. Die Steuerung der Spielfigur erfolgt über Befehle, die der Spieler mittels der Tastatur eingibt und die von einem Parser abgearbeitet werden. Die Befehle sind in natürlicher Sprache gehalten und lassen den Spielcharakter mit seiner Umwelt interagieren. Der Spieler kann sich so durch die Spielwelt bewegen, Gegenstände finden, sie auf die Umgebung oder andere Gegenstände anwenden und mit NPCs kommunizieren. Mit fortschreitendem Handlungsverlauf werden weitere Orte der Spielwelt freigeschaltet. Der Parser versteht über 2.100 Wörter; im Vergleich dazu beherrschte Zork I, Infocoms erstes Spiel von 1980, nur 600 Wörter.

## Produktionsnotizen
Entwickler des Spiels war Brian Moriarty. Die Idee zum Spiel kam ihm bereits 1983, als er noch Autor für das Atari-Magazin ANALOG war und über dieses erste Adventures veröffentlichte. Nachdem er eine Stelle als Programmierer bei Infocom angenommen hatte und eigentlich für die Wartung und Weiterentwicklung der firmeneigenen Spiel-Engine Z-machine zuständig war, stellte er der Geschäftsleitung sein Spielkonzept vor. Es wurde als zu ambitioniert verworfen. Da zu dieser Zeit aber firmenintern ein Autor für ein Spiel für eine jüngere Zielgruppe gesucht wurde, wurde er mit der Entwicklung eines solchen Spiels betraut; das Ergebnis war Wishbringer. Anschließend durfte sich Moriarty an Trinity machen.
Für das Skript recherchierte er am Ort des Trinity-Tests und ins Los Alamos sowie in diversen thematisch verbundenen Museen. Die Arbeit am Spiel dauerte von Mai 1985 bis Juni 1986. Laut Moriarty war eines seiner Designziele die Darstellung der Hilflosigkeit der Akteure des Manhattan-Projekts, die sich der Tragweite ihrer Handlungen bewusst gewesen seien und aus einer Haltung heraus agiert hätten, dass andere die Forschungen durchgeführt hätten, wenn sie es nicht getan hätten. Als Analogie baute Moriarty bewusst Szenen in das Spiel ein, die den Spieler zwangen, unangenehme Entscheidungen wie die Tötung eines Tieres zu treffen.
Das Adventure erschien in der Reihe Infocom plus, die wegen des aufwändigen Text-Parsers und der ausführlichen Handlung nur für Computer mit mindestens 128 Kilobyte Speicher geeignet war. Entwickelt wurde das Spiel auf Basis der Z-machine; die Umsetzung erfolgte für die Heimcomputer Atari ST, Commodore 128, Commodore Amiga und Apple II sowie Personal Computer mit PC-kompatiblem DOS und Mac OS. Da populäre Heimcomputer mit weniger als 128 Kilobyte RAM nicht bedient wurden, waren die Verkaufszahlen eher enttäuschend. Die Packungsbeilage von Trinity enthält unter anderem den satirischen Comic The Illustrated Story of the Atom Bomb.

## Rezeption
In deutschen Spielerezensionen der 1980er-Jahre wurden die sehr komplexe Handlung, der exzellente Text-Parser (mit einem Wortschatz von rund 2000 Worten) und die plastischen Beschreibungen hervorgehoben. Ein Testbericht bewertete Trinity mit 92 von 100 Wertungspunkten.
Eine Untersuchung zur Computerspielgeschichte und -theorie aus dem Jahr 2006 bezeichnete das Adventure, das entscheidend von seiner Entstehungszeit – der Endphase des Kalten Krieges – geprägt war, als eines der besten in der gesamten Geschichte der Firma Infocom („Trinity, is by general consensus considered, along with A Mind Forever Voyaging, one of the company’s two best.“). Graham Nelson, Entwickler der Textadventure-Programmiersprache Inform, verglich die Eröffnungsszene von Trinity 2001 retrospektiv mit einem Arthouse-Film. Das Spiel käme „gelehrig und zielstrebig“ daher und versuche penetrant, Literatur zu sein, was es zum Kritikerliebling gemacht habe. Dabei sei es weniger düster, als es zunächst den Anschein habe, und von der Spielmechanik her nicht sonderlich innovativ. Nick Montfort, Professor für Digitale Medien am Massachusetts Institute of Technology, urteilte 2003, Trinity sei trotz seines literarischen Ansatzes ein „vergnügliches Erlebnis“. Durch eingesprengselte Zitate knüpfe das Spiel an andere Literaturgattungen an, ohne dabei schulmeisterisch zu wirken. Im Gegensatz zu früheren Infocom-Titeln zeige Trinity sprachlich einen „anspruchsvollen Gebrauch von Personifizierung und Metaphern“ und verfüge über ein ausgesprochen detailliertes Narrativ.